# Кайзер
Кайзер е германска монархическа титла, аналогична на император (кайзерин на немски е аналогично на императрица). Носена е от владетеля на Германия от обединението през 1871 г. до края на Първата световна война през 1918 г.

## Произход
Думата произлиза от титлата на императорите в Древен Рим – цезар, по името на Гай Юлий Цезар. Транслитерирана думата (c=k,a, e=i, s, a=e, r) остава в немския език като кайзер.
Аналогичен е и произходът на думите цар в славянските монархии и кесар във Византия.